# 维约 (塔恩省)
维约（法語：Vieux，法語發音：[vjø] ⓘ）是法国奧克西塔尼大區塔恩省的一个市镇，属于阿尔比区。

## 地理
维约（43°59'36"N, 1°52'21"E）面积6.95 平方千米，位于法国奧克西塔尼大區塔恩省，该省份为法国南部内陆省份，北起顺时针与阿韦龙省、埃罗省、奥德省、上加龙省和塔恩-加龙省接壤。
与维约接壤的市镇（或旧市镇、城区）包括：阿洛、昂迪亚克、韦尔河畔卡于扎克、康帕尼亚克、圣博济勒、勒韦尔迪耶。

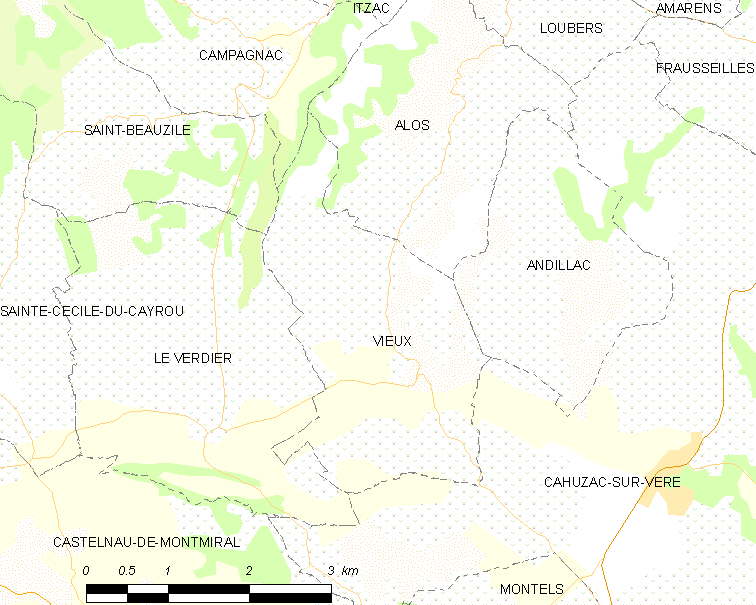
的OSM定位图

维约的时区为UTC+01:00、UTC+02:00（夏令时）。

## 行政
维约的邮政编码为81140，INSEE市镇编码为81316。

## 政治
维约所属的省级选区为葡萄园与城堡庄园县。

## 人口

1962-2008年间人口变化图示

维约于2022年1月1日时的人口数量为230人。